# NGC 2124
NGC 2124 je galaksija u zviježđu Zecu.

## Vanjske poveznice
- SEDS: NGC 2124